# رافائيل سالينجر
رافائيل سالينجر (بالألمانية: Raphael Sallinger)‏ (8 ديسمبر 1995 بكلاغنفورت في النمسا - ) هو لاعب كرة قدم نمساوي في مركز حراسة المرمى.

## روابط خارجية
- رافائيل سالينجر على موقع قاعدة بيانات كرة القدم.إي يو (الإنجليزية)
- رافائيل سالينجر على موقع Soccerway.com (الإنجليزية)
- رافائيل سالينجر على موقع عالم كرة القدم.نت (الإنجليزية)